# 210230 Linyuanpei
210230 Linyuanpei este un asteroid din centura principală de asteroizi.

## Descriere
210230 Linyuanpei este un asteroid din centura principală de asteroizi. A fost descoperit pe 11 septembrie 2007 la XuYi în cadrul programului PMO NEO Survey. Asteroidul prezintă o orbită caracterizată de o semiaxă mare de 2,46 ua, o excentricitate de 0,10 și o înclinație de 5,8° în raport cu ecliptica.